# Нова Ладога
Нова Ладога (рос. Новая Ладога) — місто Волховського району Ленінградської області Росії. Адміністративний центр Новоладозького міського поселення.
Населення — 8838 осіб (2010 рік).

## Економіка

### Промисловість
- ТОВ «Новоладозький суднобудівний завод»
- ВАТ «Новоладозька рибна компанія»
- ВАТ «Комбінат „Волховхліб“»
- ЗАТ «Новоладозька кожгалантерейна фабрика»
- ТОВ «Новоладозький завод теплиць»
- ТОВ «НВП Альянс Профіт»
- ТОВ «К-інженерінг»
- ТОВ «Ладозька Верф»

### Інші підприємства
- ВАТ «Лененерго» (Новоладозькі електричні мережі)
- ВАТ «Петербурзька збутова компанія» (Новоладозького відділення)
- ТОВ «Старатель»
- ТОВ «РемСЕД»
- ТОВ «СТС-Ладога»

### Торгівля
- Універсам «Пятерочка»
- Універсам «Магніт»
- Універсам «Полушка»
- Універсам «Вірний»
- Алкомаркет «Шапіто»
- Фірмовий магазин Великолукського м'ясокомбінату
- Минимаркет «Петровський»
- Аптеки «Невіс» (3)
- Магазин господарчих товарів «Посмішка Райдуги»
- Салон зв'язку «ТелеБокс»
- Салон зв'язку «Білайн»
- Магазин «Центральний»
- Торговий комплекс «ЦентR»
- Торговий центр «Камея»

## Галерея
| - Вид на Нову Ладогу. 1909. | - Суднобудівний завод | - Храм Іоанна Богослова | - Вулиця Суворова |